# Vuoto polarizzabile
In fisica teorica, specialmente nella "fisica di confine", il vuoto polarizzabile (in inglese polarizable vacuum, PV) molto frequentemente si riferisce ad una proposizione fatta da Harold Puthoff per sviluppare un analogo della relatività generale in grado di descrivere la forza di gravità in termini simili a quelli dell'ottica.

## Introduzione
Sembra che lo stesso Puthoff abbia fornito diverse versioni di questa proposizione, che sono state variamente caratterizzate come
- un tentativo di riformulare la gravitazione generale in termini di un analogo puramente formale rispetto alla propagazione della luce attraverso un mezzo ottico,
- un tentativo per sostituire la relatività generale con una teoria scalare della gravitazione che presenta analogie formali con la teoria di Maxwell sull'elettromagnetismo,
- un tentativo per unificare la gravitazione e l'elettromagnetismo in una teoria della elettrogravità,
- un tentativo di fornire un meccanismo fisico per spiegare come lo spaziotempo possa curvarsi nella relatività generale, che suggerisce (allo stesso Puthoff) la possibilità di un  "ingegneria metrica" per quei tipi di scopi come la propulsione di astronavi nello spazio esterno (vedi Breakthrough Propulsion Physics Program).

### Origine del concetto di vuoto polarizzabile
Il concetto di vuoto polarizzabile ha origini in lavori più conservatori portati avanti da fisici come Robert Dicke, ma nel gergo scientifico corrente sembra essere più strettamente associato con le speculazioni di Puthoff. Molte tra queste proposizioni non sono state accolte bene nella corrente principale dell'odierna visione della fisica.

## Descrizione e formalizzazione matematica
Riassumendo, Dicke e Puthoff proposero che la presenza di una massa alteri la permittività elettrica e la permeabilità magnetica dello spaziotempo piatto, εo e μo rispettivamente perché le moltiplica per una funzione scalare, K:
εo→ε = Kεo, μo→μ = Kμo
argomentando che questo avrebbe alterato le lunghezze di regoli metrici costituiti di materia ordinaria, e dunque in presenza di un campo gravitazionale la metrica spaziotemporale dello spaziotempo di Minkowski viene sostituita da:
{\displaystyle ds^{2}=-{\frac {1}{\kappa ^{2}}}dt^{2}+\kappa ^{2}\,(dx^{2}+dy^{2}+dz^{2})}
dove {\displaystyle \kappa ^{2}=K} è la cosiddetta "costante dielettrica del vuoto".
Questa è una metrica "diagonale", resa in termini di un diagramma cartesiano e che ha la stessa forma stratified conformally flat nella Teoria della gravità di Watt-Misner.
Nonostante tutto, secondo Dicke e Puthoff, κ deve soddisfare un'equazione di campo che differisce dall'equazione di campo della teoria di Watt-Misner. Nel caso di un vuoto statico, di forma sferica simmetrica, l'equazione fornisce la seguente soluzione asintoticamente piatta:
{\displaystyle \kappa =\exp(m/r)=1+m/r+O\left({\frac {1}{r^{2}}}\right)}

### Spaziotempo di Lorentz risultante
Lo spaziotempo di Lorentz risultante è in accordo con l'analoga soluzione nella teoria di Watt-Misner, ed ha lo stesso limite di campo-debole, e lo stesso campo lontano (far-field), della soluzione del vuoto di Schwarzschild nella relatività generale, ed inoltre soddisfa tre dei quattro test classici della relatività generale (spostamento verso il rosso, deflessione della luce, precessione del perielio di Mercurio) rimanendo nei limiti dell'accuratezza osservativa. Comunque, come mostrato da Ibison (2003), fornisce una predizione differente per la (inspiral) delle particelle nel test, dovuta alla radiazione gravitazionale.
Comunque, il richiedere metriche stratificate a conformazione piatta esclude la possibilità di ricuperare i dati del campo-debole metriche di Kerr, e di sicuro rende inconsistente il dichiarare che il vuoto polarizzabile (PV) possa fornire una "approssimazione" generale della teoria generale della relatività. In particolare, questa teoria non mostra effetti di frame-dragging. Inoltre, l'effetto della radiazione gravitazionale sulle particelle testate differisce profondamente tra le teorie scalari e le teorie a tensore della gravità come la relatività generale.

### Esperimento LIGO
L'esperimento LIGO non è inteso primariamente come un test per escludere le teorie scalari, ma molti si aspettano che lo possa fare come beneficio collaterale una volta che scopra onde gravitazionali non ambigue che esibiscano le caratteristiche che la maggior parte dei fisici si aspettano come conseguenza dei postulati della relatività generale.
Michael Ibison ha considerato una "soluzione cosmologica" del Vuoto Polarizzabile, analoga alla soluzione della polvere "Friedmann dust", questa soluzione ipotizza iper-fette piatte ortogonali nella relatività generale, e sostiene come questo modello sia inconsistente con varie costrizioni osservative e teoriche. Inoltre ha riscontrato un disaccordo ispirazionale con le osservazioni. Questi ultimi risultati divergono da quelli di Watt & Misner, che postulano un avvolgimento lorentziano che differisce dal Vuoto Polarizzabile nel caso della cosmologia.

## Il vuoto polarizzabile non è una teoria del campo unificato?
La maggioranza dei fisici, appartenenti alla corrente principale, sostiene che la teoria del vuoto polarizzabile ha i seguenti difetti:
1. non è sostenibile come teoria unificante della gravità e dell'elettromagnetismo
2. non è una "riformulazione" della relatività generale,
3. non è una teoria sostenibile della gravitazione, dal momento che viola alcuni requisiti osservativi e teorici.

## Modello modificato del "vuoto polarizzabile"
Nel 2005 Joseph G. Depp propose una modifica al lavoro originale di Dicke sul Vuoto Polarizzabile che affrontava molte delle critiche nella sezione precedente. Il modello riveduto non sostituisce la relatività generale ma ha lo scopo di fornire ragguagli sui possibili processi fisici sottostanti la relatività generale.
Depp presenta un campo lagrangiano del V.P. dal quale può essere derivata l'esatta soluzione di Schwarzschild e l'esatta soluzione di Reissner-Nordstrom. In aggiunta viene mostrata anche che la rinormalizzazione della carica dell'elettrone può essere ottenuta da un modello in buon accordo con la QED. 